# Kruziferar

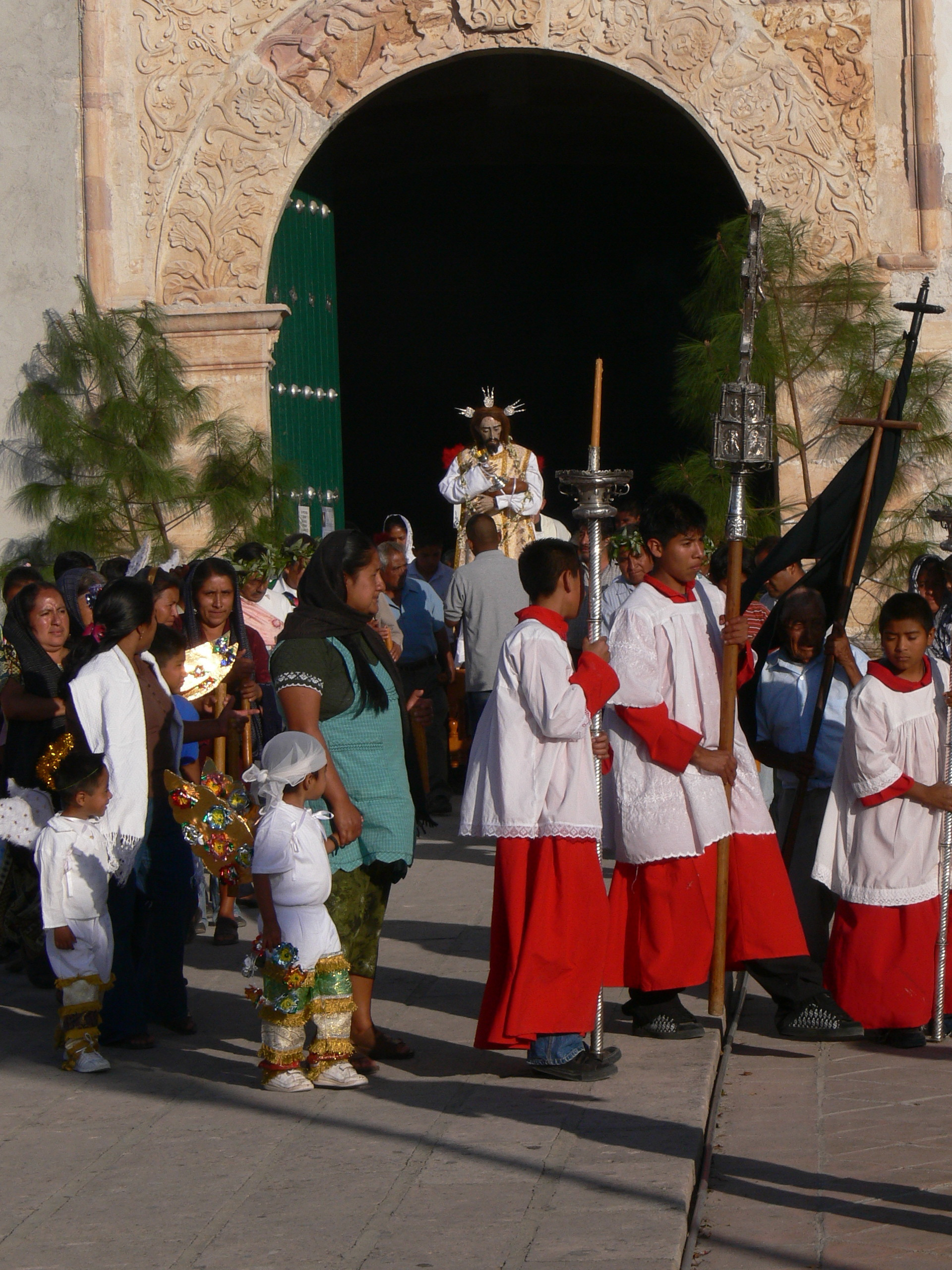
Prozession in der Feier vom Letzten Abendmahl am Gründonnerstag, Teotitlán del Valle

Als Kruziferar, Kruzifer (lat. crux, crucis „Kreuz“ und ferre „tragen“) oder Kreuzträger bezeichnet man in der Liturgie den Ministranten, der in der Liturgie das Vortragekreuz trägt. Ist das Vortragekreuz ein Kruzifix, zeigt das Bild des Gekreuzigten bei der Prozession nach vorn.
Das Vortragekreuz hat einen langen Stab und kann so erhöht getragen werden. Wird Weihrauch verwendet, gehen in der Regel beim Einzug die Ministranten mit dem Weihrauchfass (Thuriferar) und dem Schiffchen (Navikular) vor dem Kreuz. Das Vortragekreuz selbst wird von den Ceroferaren mit Leuchtern begleitet. Die Altardiener, die das Vortragekreuz oder die Leuchter tragen, machen anstelle der Kniebeuge vor dem Allerheiligsten eine Verneigung mit dem Kopf.
Im Altarraum angekommen, stellt der Kruziferar das Kreuz in der Nähe des Altares ab, wo es dann als Altarkreuz dient, oder an einem anderen geeigneten Ort. Dann macht er zusammen mit den anderen Ministranten eine tiefe Verneigung vor dem Altar oder eine Kniebeuge, wenn sich der Tabernakel auf dem Altar befindet, und geht an seinem Platz. Beim Auszug folgt die Prozession wiederum dem Vortragekreuz.